# Річард Філіпс Фейнман
Рі́чард Фі́ліпс Фе́йнман (англ. Richard Phillips Feynman, вимовляється [ˈfaɪnmən], Файнмен) (11 травня 1918, Нью-Йорк — 15 лютого 1988, Лос-Анджелес) — американський фізик, один з творців квантової електродинаміки. Лауреат Нобелівської премії з фізики (1965, разом з С. Томонагою і Дж. Швінгером).
Закінчив в 1939 Массачусетський технологічний інститут, в 1942 отримав ступінь доктора філософії у Принстоні.
У 1943—45 роках брав участь у Мангеттенському проєкті зі створення атомної бомби. За внесок до квантової електродинаміки отримав у 1965 році Нобелівську премію з фізики (разом з Дж. Швінгером та С. Томонагою). Зіграв ключову роль у розслідуванні причин катастрофи космічного човника «Челленджер» у 1986 році.
Наукові праці стосуються актуальних питань сучасної фізики, зокрема квантової теорії поля, квантової електродинаміки, фізики елементарних частинок. Спільно з Маррі Гелл-Маном створив кількісну теорію слабких взаємодій.
Фейнман є автором 3-томного підручника «Фейнманові лекції з фізики» (радянське видання було розділене на 10 томів) і багатьох науково-популярних книг.

## Дитячі роки і юність
Річард Філіпс Фейнман народився у сім'ї євреїв-литваків. Його батьки Мелвілл (Melville) і Люсіль (Lucille) іммігрували із Мінська (Білорусь), на той час частини Російської імперії.
«Я народився в маленькому містечку Фар-Рокуей
недалеко від Нью-Йорка, на березі моря»
Фейнман пізно почав говорити, а саме в три роки. В подальшому житті говорив із сильним нью-йорським акцентом як зазначають його друзі, навіть, з перебільшеням.
Його батько вирішив, що якщо у нього народиться хлопчик, то цей хлопчик буде вченим. Батько намагався розвинути дитячий інтерес Річарда до пізнання навколишнього світу, детально відповідаючи на численні запитання дитини, використовуючи у відповідях знання з областей фізики, хімії, біології, часто посилаючись на довідкові матеріали. Батько не тиснув на сина щодо навчання і ніколи не говорив Річарду, що він повинен бути вченим. Від своєї матері Фейнман успадкував запальне почуття гумору.
На молодого Фейнмана сильно вплинув його батько, який заохочував його задавати питання, щоб кинути виклик ортодоксальному мисленню, і який завжди був готовий навчити Фейнмана чомусь новому.
Свою першу роботу Фейнман отримав у 13 років, ремонтуючи радіоприймачі. Він здобув популярність серед сусідів, тому що, по-перше, лагодив радіоприймачі швидко і якісно, а по-друге, намагався знайти причину несправності логічно, за симптомами, перед тим, як приступати до розбирання апарата. Сусіди захоплювалися хлопчиком, який думав перед тим, як розібрати радіоприймач.

## Перше одруження і робота в Лос-Аламосі
Річард Фейнман закінчив чотирирічне навчання в Массачусетському технологічному інституті на факультеті фізики і продовжив навчання в Принстонському університеті.
Коли розпочалася Друга світова війна, Річард Фейнман, бувши вже аспірантом Прінстона, спробував піти добровольцем на фронт. Однак, все, що йому змогли запропонувати в місцевій призовної комісії — це стройова підготовка на загальних підставах. Після недовгих роздумів Річард відмовився, сподіваючись, що фізику зможуть знайти в армії краще застосування. Незабаром він взяв участь в розробці останніх, перед появою перших комп'ютерів, механічних лічильних машин, які працювали для розрахунку артилерійських траєкторій.
Під час навчання на ступінь доктора філософії (Ph. D.) Фейнман одружився з Арлін Грінбаум, в яку був закоханий з тринадцяти років і з якою був заручений в 19. До моменту весілля Арлін була приречена на смерть від туберкульозу.
Батьки Фейнмана були проти весілля, але Фейнман, тим не менше, вчинив по-своєму. Церемонія одруження була проведена дорогою на вокзал для відбуття в Лос-Аламос; свідками були рахівник і бухгалтер, службовці мерії Річмонда; родичів молодят на церемонії не було. Після закінчення церемонії, коли прийшла черга чоловікові цілувати наречену, Річард, пам'ятаючи про хворобу дружини, зробив цнотливий поцілунок на щоці Арлін.

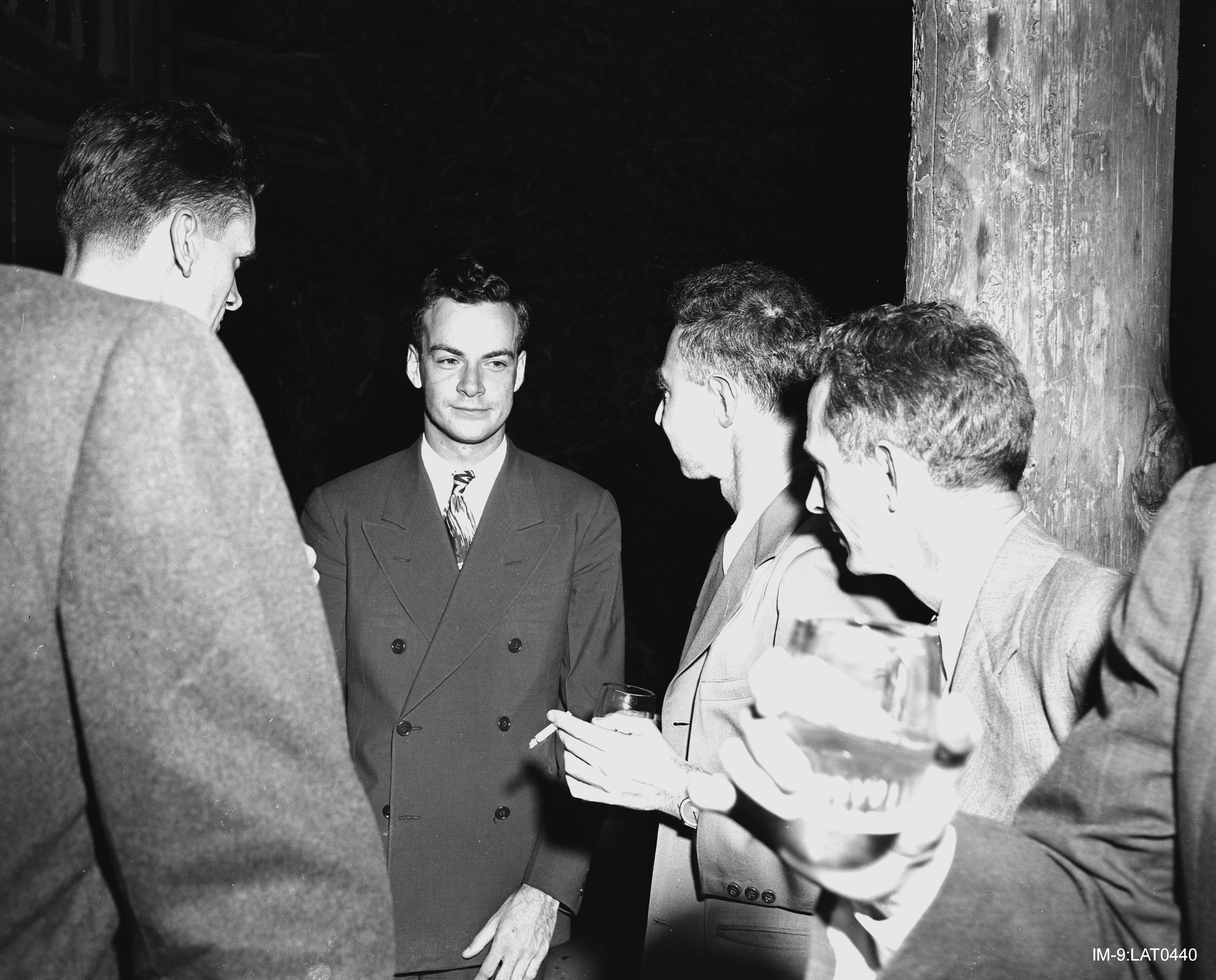
Фейнман у Лос-Аламосі

У Лос-Аламосі Фейнман брав участь в розробці атомної бомби (див. Мангеттенський проєкт). На момент набору персоналу Фейнман все ще навчався в Принстоні. Ідею вступити в проєкт йому подав знаменитий фізик Роберт Вілсон. Спочатку Фейнман не горів бажанням працювати над атомною бомбою, але потім подумав, що буде, якщо нацисти винайдуть її першими, і приєднався до розробки. У той час, коли Фейнман працював у Лос-Аламосі, його дружина Арлін перебувала в лікарні міста Альбукерке неподалік, і кожні вихідні Фейнман проводив з нею.
Під час роботи над бомбою Фейнман набув непогані навички зломщика сейфів. Він переконливо довів недостатність вжитих заходів безпеки, викрадаючи всю інформацію з розробки атомної бомби з сейфів інших співробітників — абсолютно все, від технології збагачення урану і до керівництва зі складання бомби. Щоправда, ці документи були потрібні йому для роботи. У своїй автобіографічній книзі «Ви, звичайно, жартуєте, містере Фейнман» він розповідає, що займався відкриттям сейфів з цікавості (як і багатьом іншим у своєму житті) і після довгого вивчення, знайшов кілька прийомів, якими користувався для відкривання сейфових шаф у лабораторії.

## Післявоєнний час і основний внесок в науку
З 1950-х Фейнман працював дослідником в Каліфорнійському технологічному інституті. Після війни і смерті дружини Фейнман відчував себе спустошеним. Він вважав, що науково «видихався», бо йому деякий час не приходили ніякі нові ідеї. Його не переставала дивувати кількість листів, що пропонували йому пости на кафедрах різних університетів. Зрештою, він навіть отримав запрошення в Принстон, де викладали такі генії, як Альберт Ейнштейн. Тоді Фейнман вирішив, що якщо світ хоче його, він його отримає, а виправдаються очікування світу щодо здобутків великого фізика чи ні — це не його (Фейнмана) проблема. Як тільки Фейнман припинив сумніватися в собі і ставити собі якісь рамки і цілі, він знову відчув приплив сил і натхнення. Тоді ж Фейнман пообіцяв собі не працювати з тим, з чим він не зможе погратися.
Фейнман продовжив працювати над власною теорією квантових перетворень. Крім того, він зробив прорив у розумінні фізики надплинності, застосувавши до цього явища рівняння Шредінгера. Це відкриття, укупі з поясненням надпровідності, отриманого трьома іншими фізиками трохи раніше, дало новий поштовх у фізиці низьких температур. Крім цього, Фейнман працював разом з Маррі Гелл-Манном, першовідкривачем кварків, над теорією «слабкого розпаду», що проявляється в бета-розпаді вільного нейтрона на протон, електрон та антинейтрино. Ця робота фактично дозволила відкрити новий закон природи. Фейнман також вперше висловив ідею квантових обчислень.
У 1960-х на прохання академії Фейнман витратив три роки на створення нового курсу фізики. Результатом є підручник «Фейнманові лекції з фізики», який і до цього дня вважається одним з найкращих підручників із загальної фізики для студентів.
Фейнман також зробив важливий внесок у методологію наукового пізнання, роз'яснюючи студентам принципи наукової чесності і публікуючи відповідні статті (наприклад, про культ карго).

## Участь у психологічних експериментах
В 1960-х роках Фейнман брав участь в експериментах свого друга Джона Ліллі з сенсорної депривації. У книзі «Та ви жартуєте, містере Фейнман!» він описує багаторазовий яскравий досвід випробуваних галюцинацій у спеціальній камері з солоною водою, ізольованій від зовнішніх впливів. У ході експериментів Фейнман навіть курив марихуану і вживав кетаміни, однак провести дослід з ЛСД він відмовився, побоюючись зашкодити своєму мозку.

## Особисте життя

### Дружини
У 1950-х Фейнман одружився з Мері Лу (англ. Mary Lou), але невдовзі розлучився, зрозумівши, що прийняв за кохання те, що було сильним захопленням.
У ранніх 1960-х на конференції в Європі Фейнман зустрів жінку, яка в майбутньому стала його третьою дружиною — англійку Гвінет Говарт (англ. Gweneth Howarth). У пари Річард-Гвінет народився хлопчик Карл, вони також взяли прийомну дочку Мішель.

### Фейнман і живопис
Потім Фейнман зацікавився мистецтвом, щоб зрозуміти, який саме вплив мистецтво чинить на людей. Він узяв кілька уроків малювання. Спочатку його малюнки не відрізнялися красою, але з плином часу він став непоганим портретистом. Свої картини він підписував псевдонімом Офей (Ofey). Ofey (сленг) — так називали афроамериканці блідолицих. Фейнман досяг успіху у створенні картин, це дозволило йому провести свою персональну виставку.

### Автомобіль Фейнмана
У 1975 році Фейнман купив вен Dodge Tradesman. Автомобіль був розфарбований зовні в популярні в той час гірчичні кольори, а всередині — у відтінки зеленого, на автомобілі були намальовані діаграми Фейнмана, які принесли Річарду всесвітню славу. На цьому автомобілі було зроблено безліч тривалих поїздок. Фейнман замовив також особливі номерні таблички, напис на яких проголошував — «QANTUM».
Іноді Фейнман їздив в цьому автомобілі на роботу, але в основному на ньому їздила його дружина Гвінет. Одного разу на світлофорі її запитали, чому на її автомобілі намальовані діаграми Фейнмана, на що вона відповіла: «Тому що мене звуть Гвінет Фейнман».
Після смерті Річарда Фейнмана автомобіль був проданий другу сім'ї Ральфу Лейтону за 1 долар. Продаж за 1$ — це спосіб, яким Річард зазвичай позбавлявся від старих автомобілів. Автомобіль служив своєму новому господареві ще довго; в 1993 році він брав участь у марші пам'яті Річарда Фейнмана.

## Робота в комісії з розслідування катастрофи шаттла «Челленджер»
28 січня 1986 Національне аерокосмічне агентство запустило космічний човник багаторазового використання «Челленджер». Це було останнє використання цього космічного корабля; він вибухнув через 73 секунди після старту. Для розслідування причин катастрофи була створена президентська комісія, і Гвінет переконала чоловіка брати участь у розслідуванні. Причини проблеми: ракетні прискорювачі першого ступеня, що піднімали сам човник і величезний паливний бак, складаються з циліндричних секцій, з'єднання яких були захищені в районі теплозахисного покриття цинкохроматною мастикою, а металеві оболонки — гумовими кільцями. При низьких температурах повітря властивості мастики не забезпечували надійної ізоляції гумових ущільнень від дії розпечених газів. Крім того, через так звану «ротацію з'єднання» у ньому утворилася щілина, яку гумові кільця, що втратили при низькій температурі пружність, швидко закрити не змогли. Про недоліки цієї конструкції розповіли фахівці Лабораторії реактивних двигунів Калтеху, про близьку до нуля градусів температуру повітря під час запуску і втрати гумою пружності в цих умовах — член комісії генерал Кутина. У ході ефектного експерименту, проведеного Фейнманом за допомогою кільця з моделі космічного човника, пасатижів і склянки з льодом, було показано, що при низьких температурах кільце втрачало свою пружність. Порушення герметичності дозволило гарячим газам пропалити корпус правого прискорювача і перепалити його з'єднання з паливним баком. Повернувшись навколо верхнього з'єднання, корпус прискорювача вдарив по верхній частині паливного бака, зруйнувавши його і викликавши вибух рідкого водню. Саме це і сталося 28 січня, коли низька температура повітря вплинула на якість термоізоляції і пружність гумових ущільнень.
Експеримент, продемонстрований телебаченням у прямому ефірі, приніс Фейнману (незаслужену) славу людини, що розгадала таємницю катастрофи, на що він, втім, і не претендував. У НАСА знали про те, що запуск ракети при низькій температурі повітря загрожує катастрофою, але вирішили ризикнути. Техніки та обслуга теж знали про можливу катастрофу, але були присилувані до мовчання.

## Хвороба Фейнмана і його смерть
У 1970-х з'ясувалося, що Фейнман хворий рідкісною формою раку. Пухлина в черевному відділі була вирізана, але організм вже непоправно постраждав. Одна з нирок відмовилася працювати. Кілька повторних операцій не вплинули суттєво на розвиток хвороби — Фейнман був приречений.
Стан Фейнмана поступово погіршувався. У 1987-му була виявлена ще одна ракова пухлина. Її вирізали, але Річард був уже дуже слабкий і постійно мучився від болю. У лютому 1988-го він був знову госпіталізований, і лікарі виявили крім раку ще й проривну виразку. До того ж відмовила нирка, що залишилася.
Можна було підключити штучну нирку і подарувати Річарду ще кілька місяців життя, але він вирішив: «Досить», — і підписав відмову від медичної допомоги. 15 лютого 1988 Річард Фейнман помер. Він похований у простій могилі на цвинтарі Mountain View в Альтадені. Його дружина Гвінет похована поруч із ним.
Він залишив світу теорію взаємодії квантових часток. Крім цього, в 1985 році вийшла книга, оформлена у вигляді добірки зі смішних історій, що трапилися з Фейнманом під назвою «Та ви жартуєте, містере Фейнман!» (український переклад вийшов друком 2018 року, див. бібліографію). Другий том цієї збірки називається «Що тобі до того, що думають інші?». За мотивами цих книг був знятий фільм «Нескінченність» з Метью Бродеріком в головній ролі, в епізодичних ролях знялися дочка Фейнмана Мішель та сестра Джоан — (астрофізик за професією).

### Українські переклади
- Фейнман, Річард Та ви жартуєте, містере Фейнман! Пригоди допитливого дивака / пер. з англ. Микола Климчук. — К.: Наш Формат, 2018. — 400 с. — ISBN 978-617-7552-16-0.